# لويس ميغيل نافاس
لويس ميغيل نافاس هو لاعب كرة قاعدة كوبي، ولد في 1980 في سانتياغو دي كوبا في كوبا.

## وصلات خارجية
- لويس ميغيل نافاس على موقع أوليمبيديا (الإنجليزية)